# Racha

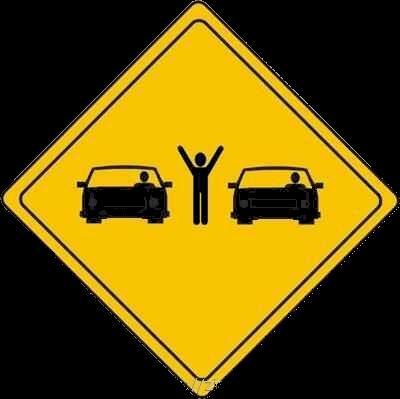
Um dos símbolos de racha no Brasil

Racha, também chamado popularmente de pega, é uma forma de corrida ilícita praticado em áreas urbanas, rural ou rodovias com automóveis e/ou motocicletas.
Rachas podem ocorrer de forma espontânea entre os competidores, que eventualmente se encontram, ou praticada de forma premeditada com auxílio da internet e celulares para que não chame atenção das autoridades. Em muitas cidades, assim como conduzir alcoolizado, o racha é um dos principais causadores de acidente de trânsito graves.[carece de fontes?]

## Tipos

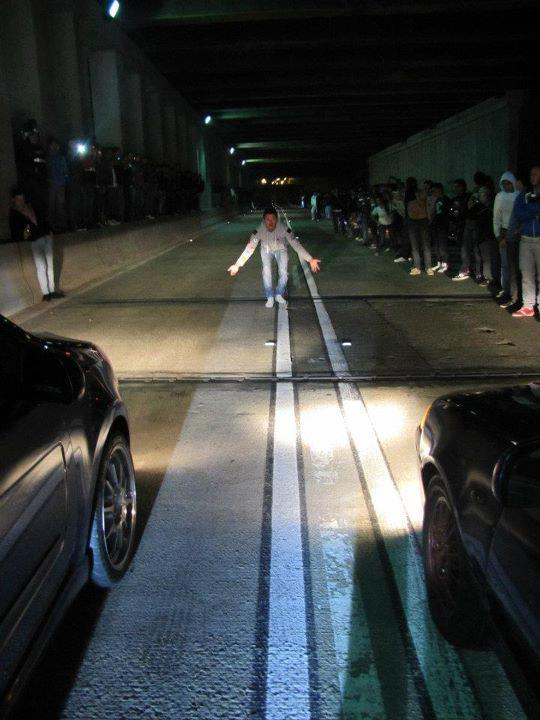
Um racha na Colômbia.

### Equipes
Apesar de ilegais, os "rachas" no Brasil são muito bem organizados entre os praticantes, tornando difícil para a polícia prever a ação dos infratores. Nessas corridas clandestinas, há várias "equipes" espalhadas por todo o Brasil. As mais famosas são as de São Paulo, Rio de Janeiro, Campinas, Ribeirão Preto e algumas cidades do Sul de Minas Gerais. 
O Brasil é o quarto país onde se disputam mais rachas nesse estilo, perdendo apenas para Estados Unidos, Japão e Arábia Saudita - países onde as corridas são vistas como válvula de escape da repressão social. A maioria dos corredores é jovem e mulheres são geralmente a companhia principal dos corredores, chamadas por eles de "mascotes".
No Brasil, cidades como São Paulo, Rio de Janeiro, Piracicaba, Campinas têm muitas "equipes" de rachas e corredores que acabam por se tornar personalidades no meio clandestino e entrar para um suposto "ranking". São notórios: Marcus Point (apelidado de o rei dos rachas em 2007); Rapina, conhecido por ter corrido na Stock Car; Judeu, conhecido na Arábia Saudita; e os irmãos Pardal e Molina, considerados precursores da disputa "ponto a ponto" (ver abaixo). Todos são muito conhecidos pela polícia de Campinas e estão foragidos desde o último evento no final de 2008 (uma ação sigilosa da polícia e de alguns infiltrados identificou a maioria dos participantes) no chamado Galpão, que se localiza na zona sul de Campinas, onde havia corridas ilegais desde 2007 e que hoje está interditado. Ainda em 2007, uma "equipe" foi flagrada organizando corridas ilegais em Piracicaba. Dos 20 membros identificados apenas 3 foram presos, pois todo o resto do grupo era composto por menores de idade, o que é comum nesse tipo de contravenção.

### Arrancada
Baseada nas competições de dragsters e nas provas de arrancadas, neste tipo de disputa os competidores estipulam um pequeno trecho em linha reta, geralmente menos de um quilômetro, e com os carros parados aceleram e avançam após algum sinal, vencendo quem chegar antes na linha predeterminada pelos competidores, que podem ser mais de dois. Em arrancadas, as mudanças de marcha têm função crucial para otimizar o tempo da troca. Também é comum o tuning especializado somente para arrancadas.

### Ponto a ponto
Os corredores definem um ponto de chegada e partem de um mesmo ponto de partida, sendo vencedor quem alcançar primeiro a chegada. É permitido usar caminhos alternativos como atalhos, estradas menos movimentadas e cortes. Também pode envolver mais de dois corredores. É um dos tipos de corrida mais comuns no Brasil e em outras partes do mundo. Exige mais técnica e habilidade em manobras, além de um grande senso de navegação. No Ponto a Ponto mais vidas são colocadas em perigo, tendo em vista que cruzam regiões urbanas e não respeitam limites nem regras. 

### Derrapadas ouDrift
Mais conhecida pelos corredores como "drift", neste estilo os pilotos induzem o carro a perder a aderência nos pneus traseiros, levando o carro deslizar e fazer as curvas de lado. Para obter este efeito, a maioria dos praticantes usa carros de tração traseira e faz manobras arriscadas com o auxílio do freio de mão. É pouco frequente no Brasil, já que a maioria dos carros fabricados no país é de tração dianteira, com exceção de alguns importados de alto valor. Devido a estas restrições a prática é dominada apenas pelos "Monstros do Asfalto", que correm na região da Grande São Paulo e, segundo os próprios adeptos, estão entre os 20 melhores do país.

## Motivações
São vários os motivos da prática, entre eles, a atração pela velocidade e adrenalina, ostentação de veículos potentes, apostas em dinheiro ou dos próprios carros (prática conhecida como "pink slip"), além de envolver mulheres, festas e disputas pessoais.

## Danos
A prática causa diversos danos a sociedade e aos praticantes, acidentes envolvem vítimas fatais ou não, ou acidentes com pessoas que acompanham os pilotos, outros carros e pedestres. Outros danos indiretos como consumo de drogas e álcool, roubo e furto de peças automotivas e automóveis, envolvimento de menores em práticas ilegais, prostituição, entre outros foram observados pela Evo Street Races.
No Brasil, centenas de acidentes de trânsito envolvendo "rachas" são contabilizados anualmente. Alguns acidentes envolvem veículos de diferentes categorias. Em muitos dos acidentes as vítimas são pedestres e outros condutores de veículos, como a estudante sul matogrossense Mayana Duarte, que em 2010 teve o veículo atingido por dois corredores. Mayana foi levada em estado grave para o hospital e morreu 10 dias depois. Em 2012, os dois corredores foram condenados por diversos crimes, incluindo homicídio, prática de "racha" e embriaguez ao volante. Também em Mato Grosso Do sul, desta vez na capital, Campo Grande, Seila Maria Oliveira Alfonso, de 55 anos, estava na garupa de uma moto quando foi atingida por dois corredores.
Em muitos dos casos os criminosos vão a juri, mas as penalidades são brandas. Em 20 de julho de 2010, o estudante e skatista Rafael Mascarenhas, de 18 anos, foi atropelado em um túnel na Gávea, zona sul do Rio de Janeiro. O túnel estava fechado para manutenção e por isso era usado pelo rapaz e por dois amigos, mas dois carros entraram no túnel por um acesso e um deles acabou atropelando Rafael, filho da atriz Cissa Guimarães. A perícia concluiu que os carros estavam em alta velocidade. Contudo, em 2012 o caso completou dois anos sem julgamento dos acusados. Em João Pessoa, Paraíba, carros de luxo eram preparados para a prática. Em Minas, um acidente envolveu um carro da polícia.

## Outros países

### Japão
Os praticantes são conhecidos localmente como hashiriya, e a prática se dá em avenidas e rodovias de alta velocidade. As batalhas são conhecidas como kosoku battle ou Roulette-zoku e ocorrem em trajetos circulares, ou seja, começando no ponto onde terminarão. Frequentemente ocorrem na Shuto Expressway, em Tóquio. 
Os corredores japoneses foram popularizados devido aos "rachas" que aconteciam nas rodovias montanhosas do país, conhecidas como Touge, e que foram reproduzidos no mangá Initial D, posteriormente adaptado para anime. As corridas da expressway foram também reproduzidas em mangá, a  Wangan Midnight, e através do filme Shuto Kosoku Trial.
Um dos mais notórios grupo de "racha" japonês foi o Mid Night Club, que ganhou notoriedade com seus potentes carros antigos que alcançavam os 300 km/h (190 mph). Formavam uma sociedade com alto grau de organização, que desintegrou-se em 1999 após um grave acidente envolvendo um grupo de motociclistas.

### Portugal
Em Portugal, os "rachas" são ilegais, mas ainda bastante populares, especialmente entre adolescentes e jovens de 18 a 30 anos. Os locais preferidos são zonas industriais, autoestradas e ruas amplas nas grandes cidades, além das vias expressas que conectam áreas urbanas; são normalmente disputadas à noite, quando há menos motoristas nas pistas. O mais famoso ponto de encontro dos praticantes de "rachas" é a Ponte Vasco da Gama, em Lisboa, a mais longa ponte da Europa, com 17,2 km (10,7 milhas), que oferece pistas largas e extensas para as corridas de arrancada. Este e outros pontos de encontro normalmente são controlados pelas autoridades com câmeras automáticas, que captam imagens de objetos em alta velocidade.
Apesar dos muitos esforços das autoridades de trânsito portuguesas para combater a ameaça que tais corridas ilegais representam, os crimes relacionados à prática do "racha" ainda são constantes, segundo dados da Polícia de Segurança Pública (PSP) e da divisão  responsável pelo patrulhamento das estradas da Guarda Nacional Republicana (GNR). Isso levou à aprovação de uma nova lei que permite a condenação de envolvidos em "rachas" que causem acidentes por "homicídio no contexto de corridas de rua", em vez do homicídio por negligência.
Como no Brasil, as corridas são quase sempre organizadas através de redes sociais, SMS e fóruns na Internet, e por isso as polícias portuguesas mantêm vigilância constante nas páginas e espaços online dedicados aos "rachas". Além disso, os policiais usam os vídeos exibidos em páginas como YouTube para identificar os locais e os envolvidos nessa prática.
Recentemente, uma associação de voluntários amantes das corridas de velocidade, autointitulada Superdrivers, reivindicou a realização de eventos de corrida autorizados nos fins de semana, como forma de combater os "rachas". Eles queixam-se de que as corridas legalizadas ocorrem apenas uma ou duas vezes por ano, sob controle rígido das autoridades.

## Na cultura popular

### Filmes
- Corrida Sem Fim
- Nitro
- Corrida da Morte: Ano 2000
- Velozes & Furiosos
- Mais Velozes, Mais Furiosos
- Velozes & Furiosos: Desafio Em Tóquio
- Velozes & Furiosos 4
- Hot Rod Girls Save The World
- Initial D
- The Wraith
- Redline: Velocidade sem Limites
- Turbinados
- Evolusi KL Drift
- Biker Boyz
- Quem não Corre Voa
- Corrida Contra o Destino

### Jogos eletrônicos
Diversos jogos de videogame abordam o tema, como Need for Speed, Road Rash, Midnight Club e algumas seções de Grand Theft Auto.